# Gagra (district)
Gagra district (Abchazisch: Гагра араион, Gagra araion; Georgisch: გაგრის რაიონი, Gagris raioni; Russisch: Гагрский район, Gagrski rajon) is een district in het noordwesten van Georgië, gelegen in feitelijk afgescheiden autonome republiek Abchazië. Het district heeft een oppervlakte van 995,7 km² en kent 38.799 inwoners (2022). Het bestuurlijk centrum is de stad Gagra.

## Geografie

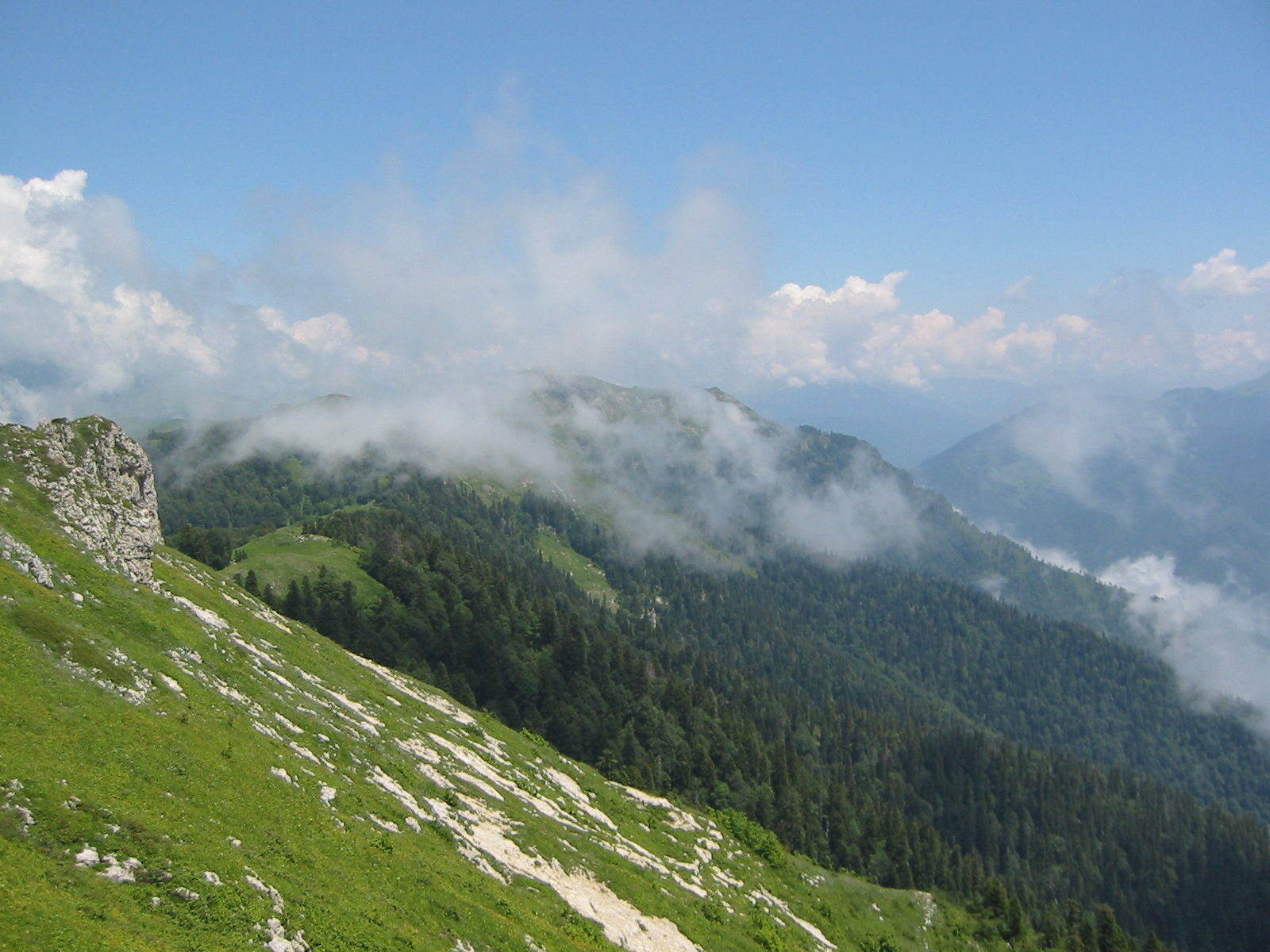
Het Gagragebergte is het thuis van de diepste grot ter wereld, de Kroeberagrot

Gagra grenst in het westen en noorden aan Rusland en is daarmee het uiterste noordwestelijke deel van Georgië. Het bezit de enige grensovergang in Abchazië tussen beide landen, die volgens de Georgische autoriteiten illegaal in bedrijf is. In het oosten grenst het district geheel aan Goedaoeta en het zuiden ligt het aan de Zwarte Zee. Het district heeft een oppervlakte van 995,7 km².

### Gagragebergte
Het Gagragebergte ligt dominant in het district en is bepalend voor de neerslag langs de kust. Het gebergte begint aan de Zwarte Zeekust en heeft in het centraal gelegen Arabikamassief een hoogste top van 2.757 meter boven zeeniveau. Het Arabikamassief bestaat uit  karstgesteente met een dikte tot 2200 meter, ongekend dik in de wereld. Mede hierdoor heeft het massief de diepste ontdekte grot ter wereld, de Kroeberagrot met een diepst ontdekt punt van 2224 meter. Er liggen 159 verticale grotten in het Arabikamassief, waarvan er vijf meer dan 1000 meter diep zijn. De hoogste berg in het district is de 3.256 hoge Agepsta, in het noordoostelijke puntje op de grens van Rusland en het district Goedaoeta. Deze berg ligt in het Atsetoekagebergte en is de bron van de Pso-oe-rivier. 
De Pso-oe vormt vrijwel de gehele districtsgrens met Rusland tot aan de monding in de Zwarte Zee. Daarnaast wordt Gagra langs de oostelijke grens natuurlijk begrensd door de Bzipi-rivier en haar zijrivieren de Gega en Agepsta. De monding van de Bzipi ligt in de enige grotere vlakte in het district. Hier liggen dan ook de belangrijkste plaatsen, de steden Gagra en Pitsoenda.

## Demografie
Op 1 januari 2022 telde het rajon Gagra 38.799 inwoners, een daling in een lineair verloop van 3,5% ten opzichte van de volkstelling van 2011. In de jaren 1990 halveerde de bevolking van het district door het Georgisch-Abchazisch conflict en het uiteenvallen van de Sovjet-Unie, wat een massa-exodus van Georgiërs en de emigratie van met name Russen betekende.
| Rajon Gagra | 9.947 | 39.501 | 52.229 | 67.451 | 65.889 | 77.079 | 37.002 | 40.217 | 38.799 |  |  |  |  |  |
| |       |        |        |        |        |        |        |        |        |  |  |  |  |  |
| Gagra | 3.659 | 9.808  | 14.023 | 23.025 | 24.409 | 26.636 | 10.717 | 12.364 | 11.807 |  |  |  |  |  |
| Pitsoenda | -     | -      | -      | 7.698  | 10.339 | 11.030 | 3,842  | 4.198  | 3.986  |  |  |  |  |  |
| Verantwoording data: 1926-1989, volkstellingen 2003 en 2011, jaaropgave 1 januari 2022. Noot: De Abchazische cijfers vanaf 1994 worden niet erkend door Georgië. |       |        |        |        |        |        |        |        |        |  |  |  |  |  |

### Etniciteit
Anno 2022 bestond de bevolking van Gagra voor het grootste deel uit Abchaziërs (38,5%) en Armeniërs (38,4%). Russen (15,8%) en Georgiërs (2,5%) waren de derde en vierde bevolkingsgroep. Vanaf de oprichting van het district zijn de Armeniërs altijd een van de grootste bevolkingsgroepen geweest. De Abchaziërs waren tijdens de Sovjetjaren de vierde bevolkingsgroep. Door het Georgisch-Abchazisch conflict, de etnische zuiveringen als gevolg daarvan, en de emigratie van Russen tijdens het uiteenvallen van de Sovjet-Unie geraakte de Abchaziche gemeenschap uiteindelijk als grootste bevolkingsgroep.
| Abchaziërs                                                                 | 11,6% | 4,9%  | 4,4%  | 6,1%  | 8,2%  | 9,1%  | 27,7% | 38,5% | 38,5% |
| Armeniërs                                                                  | 25,7% | 40,2% | 34,9% | 31,0% | 31,7% | 29,7% | 44,1% | 38,3% | 38,4% |
| Georgiërs                                                                  | 19,4% | 9,2%  | 19,8% | 22,1% | 25,5% | 28,0% | 3,3%  | 2,5%  | 2,5%  |
| Russen                                                                     | 21,9% | 26,0% | 31,1% | 30,5% | 26,6% | 24,2% | 20,0% | 15,7% | 15,8% |
| Verantwoording data: Ethno Kavkaz, Abchazisch Staatscomité voor Statistiek |       |       |       |       |       |       |       |       |       |

## Administratieve onderverdeling
Het district Gagra is administratief onderverdeeld in 10 dorpsbesturen (Администрации сел, Administratsii sel) met in totaal 45 nederzettingen. Daarnaast zijn er twee 'nederzettingen met stedelijk karakter' (Поселки городского типа, Poselki gorodskogo tipa) en twee steden (Город, Gorod).
- steden: Gagra, bestuurlijk centrum gemeente, en Pitsoenda;
- nederzettingen met stedelijk karakter: Bzipi en Gantiadi;
- dorpen in Gagra zijn onder andere Aibga, Alachadzi, Bagnari, Chasjoepse, Cholodnaja-Retsjka, Kolchida, Leselidze, Lidzava, Mechadiri, Mikelripsji, Salme en Tsalkoti.

## Bezienswaardigheden

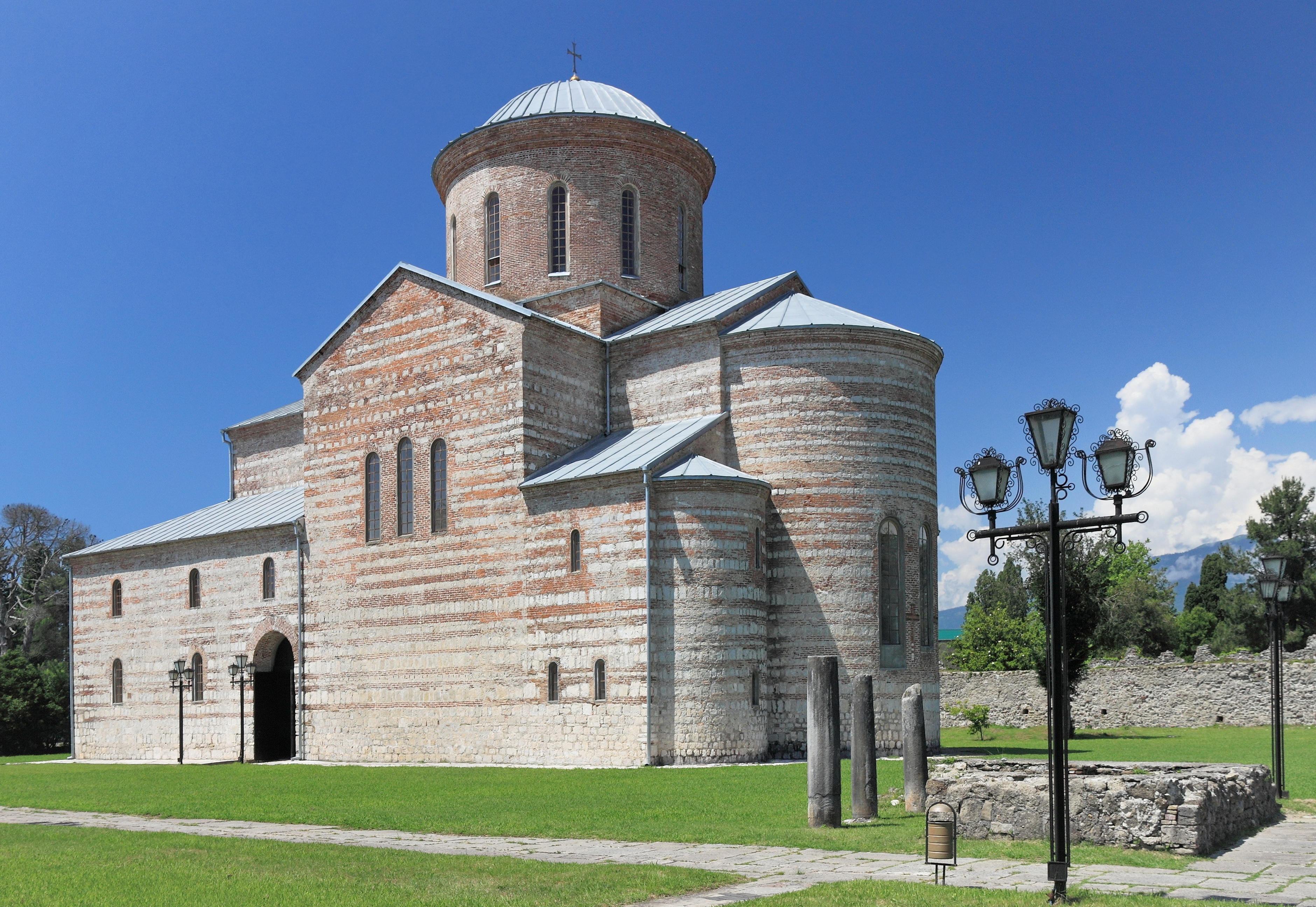
De 10e-eeuwse Pitsoenda-kathedraal

De Zwarte Zeekust van Gagra was al in de Sovjet-periode een trekpleister met Rivièra-allure. De vervallen kuuroorden, hotels en badhuizen van weleer zijn nog in geruïneerde staat te zien. In de gemeente zijn verschillende historische bezienswaardigheden: 
- Bzipi kerk en fort. De ruïnes van deze gebouwen aan de Bzipi-rivier bij het gelijknamige dorp stammen uit de 9e en 10e eeuw, uit de hoogtijdagen van het koninkrijk Abchazië.[12][13]
- Pitsoenda-kathedraal. Een 10e-eeuwse Georgische kerk in de badplaats Pitsoenda.
- Ruïnes van een 6e-eeuwse basiliek in Gantiadi.
- Gega-waterval en nabijgelegen grotten in de karstrotsen van het Gagragebergte. De waterval met een hoogte van 70 meter is op ruim 500 meter hoogte te vinden in de Gega-rivier, dat een rechterzijrivier is van de Bzipi.[14]

## Vervoer

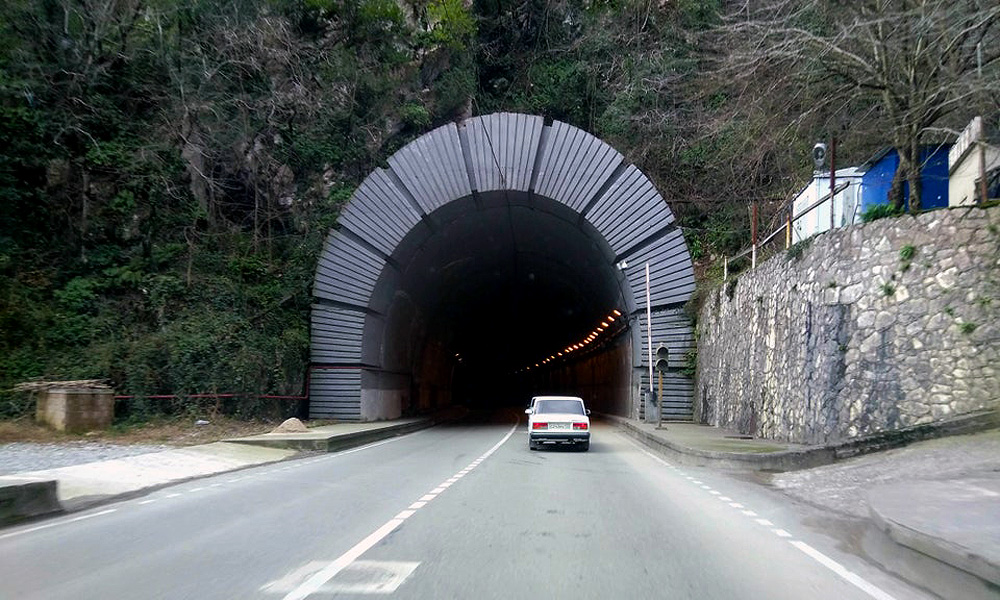
Gagra bypass tunnels in de S1

De belangrijkste en tevens enige doorgaande weg door de gemeente is de Georgische S1 / E97, de belangrijkste hoofdroute in Georgië. De weg verbindt Gagra langs de Zwarte Zeekust met de belangrijkste plaatsen van Abchazië, via Goedaoeta en hoofdstad Soechoemi naar Gali. In noordwestelijke richting eindigt de weg bij Leselidze, waar de enige grensovergang van Abchazië met Rusland is.
De belangrijkste regionale weg door de gemeente is de Georgische nationale route Sh11 vanaf Gagra langs de Bzipi naar het bekende Ritsameer diep in bergen. Langs de kust van Gagra loopt de Sotsji - Soechoemi spoorlijn.